# Alfonso Sacrati
Alfonso Sacrati (* um 1585; † 14. September 1647) war ein italienischer römisch-katholischer Geistlicher und Bischof.
Alfonso Sacrati war ein Bruder des Kardinals Francesco Sacrati und Neffe von Ercole Sacrati, Bischof von Comacchio. Am 12. Juni 1617 ernannte Papst Paul V. Alfonso zum Bischof von Comacchio. Am 10. September 1617 weihte Giambattista Leni, Bischof von Ferrara, ihn zum Bischof. Mitkonsekratoren waren sein Bruder Francesco Sacrati, damals Titularerzbischof von Damascus, und Evangelista Tornioli OSB, Bischof von Città di Castello. 1626 trat er als Bischof von Comacchio zurück. Am 27. März 1643 wurde er von Papst Urban VIII. zum Vizegerenten von Rom ernannt. Das Amt hatte er bis 20. Oktober 1646 inne. Am 7. November 1646 wurde er während der Amtszeit von Papst Innozenz X. zum Apostolischen Nuntius in der Schweiz ernannt. Das Amt hatte er bis zu seinem Tod am 14. September 1647 inne.